# Thoth tarot
De Thoth tarot is een esoterische tarot die werd ontworpen door de beruchte occultist Aleister Crowley en in opdracht van hem geschilderd door de kunstenares Lady Frieda Harris. De naam is afgeleid van Thoth, de oude Egyptische god van wijsheid en magie. Het kaartspel hoort bij Crowleys essay "Het Boek van Thoth" (The Book of Thoth, A Short Essay on the Tarot of the Egyptians) en bestaat uit 78 kaarten.

## Ontstaansgeschiedenis
Crowleys aanvankelijk opzet was om in een project van ongeveer zes maanden de symboliek van de tarot, bijvoorbeeld weergegeven in het Rider Waite spel, te updaten. Het project groeide echter steeds maar uit en bestreek uiteindelijk wel vijf jaar. Van 1938 tot 1943 werkten hij en de kunstenares Frieda Harris aan de nieuwe tarot. Geen van beiden leefde echter lang genoeg om hun tarot gedrukt en gepubliceerd te zien. Een volgeling van Crowley nam in 1969 de taak op zich voor de publicatie, maar het resultaat was ondermaats. Pas in 1977 werden de originele schilderijen van Harris opnieuw gefotografeerd voor een tweede uitgave. De huidige editie is gebaseerd op een nieuwe update die plaatsvond in 1986.

## Symboliek
Crowley zelf zegt over zijn tarot dat het een afspiegeling is van de structuur van het universum, en in het bijzonder van het zonnestelsel zoals het gesymboliseerd wordt in de Qabalah (Crowleys spelling van kabbala). Daarmee bedoelt hij dat de tarot een ander manier is om de kabbalistische levensboom met de tien sefirot te representeren. De Thoth tarot gebruikt symbolen uit de Egyptische, Griekse, oosterse, middeleeuwse en christelijke tradities. Ook worden elementen gebruikt uit de numerologie, astrologie, alchemie en kabbala. Daarmee is deze kaartenset omvattender dan de meeste andere en dat geeft aanleiding tot vaak heel afwijkende interpretaties vanuit verschillende referentiekaders. Psychologisch of antropologisch gerichte tarotbeoefenaars vinden in de kaarten bijvoorbeeld een uitgebreide symboliek weer die allerlei facetten van het menselijke bewustzijn weergeven. Ze vormen volgens hen portretten en archetypen van gangbare innerlijke en uiterlijke ervaringen van mensen die in alle culturen voorkomen. Of Crowley daar gelukkig mee zou zijn is zeer de vraag. Voor hem was de tarot in de eerste plaats een magisch instrument.

## Volgorde en namen van de troeven
Ten opzichte van de Rider-Waite Tarot voerde Crowley een aantal veranderingen door. Zo gaf hij ze een andere naam, of wijzigde de astrologische correspondenties van sommige kaarten en kende hen een verschillende Hebreeuwse letter toe.
Voorbeelden:
- I. The Magician (Rider Waite) werd I. The Magus (Crowley)
- II. The High Priestess (Rider Waite) werd II. The Priestess (Crowley)
- VIII. Strength (Rider Waite) werd XI. Lust (Crowley)
- X. Wheel of Fortune (Rider Waite) werd X. Fortune (Crowley)
- XIV. Temperance (Rider Waite) werd XIV. Art (Crowley)
- XX. Judgment (Rider Waite) werd XX. The Aeon (Crowley)
- XXI. The World (Rider Waite) werd XXI. The Universe (Crowley)

## Wijzigingen in Kleine Arcana
Elk van de Kleine Arcana-kaarten (dus de gewone genummerde kaarten: zwaarden, bekers, staven en schijven) met uitzondering van de azen krijgt bij Crowley een naam, gebaseerd op haar symboliek. Zo noemt hij Staven 10 bijvoorbeeld "Oppression" (Onderdrukking), vanwege de negatieve 'invloed' van Saturnus waarvan het symbool op de kaart getekend is. Daarbij volgt hij niet steeds de symboliek van de meer populaire Rider-Waite tarot.

## Namen van de hofkaarten
Ook de traditionele namen van de hofkaarten veranderde Crowley: schildknapen, ridders, koninginnen en koningen werden bij hem respectievelijk prinsessen, prinsen, koninginnen en ridders (princesses, princes, queens, knights), waarbij hij dus "ridders" in plaats van "koningen" gebruikte en "prinsen" in plaats van de traditionele ridders. Een overzicht:
| Traditionele benaming van de hofkaart | Thoth tarot benaming |
| ------------------------------------- | -------------------- |
| Schildknaap (Page)                    | Prinses (Princess)   |
| Ridder (Knight)                       | Prins (Prince)       |
| Koningin (Queen)                      | Koningin (Queen)     |
| Koning (King)                         | Ridder (Knight)      |

| Nummer             | Troeven                           | Zwaarden                              | Bekers                            | Staven                             | Schijven                             |
| ------------------ | --------------------------------- | ------------------------------------- | --------------------------------- | ---------------------------------- | ------------------------------------ |
| 0                  | De Dwaas (The Fool)               |                                       |                                   |                                    |                                      |
| 1                  | De Magiër (The Magus)             | Zwaarden Aas (Ace of Swords)          | Bekers Aas (Ace of Cups)          | Staven Aas (Ace of Wands)          | Schijven Aas (Ace of Disks)          |
| 2                  | De Hogepriesteres (The Priestess) | Vrede (Peace)                         | Liefde (Love)                     | Heerschappij (Dominion)            | Verandering (Change)                 |
| 3                  | De Keizerin (The Empress)         | Smart (Sorrow)                        | Overvloed (Abundance)             | Deugd (Virtue)                     | Werk (Work)                          |
| 4                  | De Keizer (The Emperor)           | Wapenstilstand (Truce)                | Weelde (Luxury)                   | Voltooiing (Completion)            | Macht (Power)                        |
| 5                  | De Hogepriester (The Hierophant)  | Nederlaag (Defeat)                    | Teleurstelling (Disappointment)   | Twist (Strife)                     | Getob (Worry)                        |
| 6                  | De Geliefden (The Lovers)         | Wetenschap (Science)                  | Genot (Pleasure)                  | Overwinning (Victory)              | Succes                               |
| 7                  | De Zegewagen (The Chariot)        | Vruchteloosheid (Futility)            | Verdorvenheid (Debauch)           | Moed (Valour)                      | Mislukking (Failure)                 |
| 8                  | Evenwicht (Adjustment)            | Inmenging (Interference)              | Indolentie (Indolence)            | Snelheid (Swiftness)               | Behoedzaamheid (Prudence)            |
| 9                  | De Kluizenaar (The Hermit)        | Wreedheid (Cruelty)                   | Vreugde (Happiness)               | Kracht (Strength)                  | Gewin (Gain)                         |
| 10                 | Fortuin (Fortune)                 | Ondergang (Ruin)                      | Verzadiging (Satiety)             | Onderdrukking (Oppression)         | Rijkdom (Wealth)                     |
| 11                 | Lust                              |                                       |                                   |                                    |                                      |
| 12                 | De Gehangene (The Hanged Man)     |                                       |                                   |                                    |                                      |
| 13                 | Dood (Death)                      |                                       |                                   |                                    |                                      |
| 14                 | Kunst (Art)                       |                                       |                                   |                                    |                                      |
| 15                 | De Duivel (The Devil)             |                                       |                                   |                                    |                                      |
| 16                 | De Toren (The Tower)              |                                       |                                   |                                    |                                      |
| 17                 | De Ster (The Star)                |                                       |                                   |                                    |                                      |
| 18                 | De Maan (The Moon)                |                                       |                                   |                                    |                                      |
| 19                 | De Zon (The Sun)                  |                                       |                                   |                                    |                                      |
| 20                 | De Aeon (The Aeon)                |                                       |                                   |                                    |                                      |
| 21                 | Het Universum (The Universe)      |                                       |                                   |                                    |                                      |
|                    |                                   |                                       |                                   |                                    |                                      |
| Ridder (Knight )   |                                   | Zwaarden Ridder (Knight of Swords)    | Bekers Ridder (Knight of Cups)    | Staven Ridder (Knight of Wands)    | Schijven Ridder (Knight of Disks)    |
| Koningin (Queen)   |                                   | Zwaarden Koningin (Queen of Swords )  | Bekers Koningin (Queen of Cups)   | Staven Koningin (Queen of Wands)   | Schijven Koningin (Queen of Disks)   |
| Prins (Prince)     |                                   | Zwaarden Prins (Prince of Swords)     | Bekers Prins (Prince of Cups)     | Staven Prins (Prince of Wands)     | Schijven Prins (Prince of Disks)     |
| Prinses (Princess) |                                   | Zwaarden Prinses (Princess of Swords) | Bekers Prinses (Princess of Cups) | Staven Prinses (Princess of Wands) | Schijven Prinses (Princess of Disks) |

## Hulp bij interpretatie van de Kleine Arcana
Met al die correspondenties ziet een tarotstudent vaak de bomen niet meer door het bos. De astrologische correspondenties zijn nochtans logisch opgebouwd. De Golden Dawn verdeelde een cirkel (het universum voorstellend) in 36 decanaten = 36 × 10 graden = 360 graden van de cirkel. Elk decanaat (10 graden van de cirkelboog) wordt toegewezen aan een planeet en drie decanaten vormen samen een teken van de dierenriem. De correspondenties zijn dan als volgt, te beginnen vanaf Ram 0 graden tot Vissen 30 graden:

de aas van elke reeks wordt als pure vertegenwoordiger van het element opgevat (staven = vuur; bekers = water; zwaarden = lucht en schijven = aarde) en krijgt geen decanaat toegewezen.
| Nummer | Teken        | Decanaat | Heerser van het decanaat | naam van de kaart             |
| ------ | ------------ | -------- | ------------------------ | ----------------------------- |
| 2      | Ram          | 1e       | Mars                     | 2 van Staven (Dominion)       |
| 3      | Ram          | 2e       | Zon                      | 3 van Staven (Virtue)         |
| 4      | Ram          | 3e       | Venus                    | 4 van Staven (Completion)     |
| 5      | Stier        | 1e       | Mercurius                | 5 van Schijven (Worry)        |
| 6      | Stier        | 2e       | Maan                     | 6 van Schijven (Success)      |
| 7      | Stier        | 3e       | Saturnus                 | 7 van Schijven (Failure)      |
| 8      | Tweelingen   | 1e       | Jupiter                  | 8 van Zwaarden (Interference) |
| 9      | Tweelingen   | 2e       | Mars                     | 9 van Zwaarden (Cruelty)      |
| 10     | Tweelingen   | 3e       | Zon                      | 10 van Zwaarden (Ruin)        |
| 2      | Kreeft       | 1e       | Venus                    | 2 van Bekers (Love)           |
| 3      | Kreeft       | 2e       | Mercurius                | 3 van Bekers (Abundance)      |
| 4      | Kreeft       | 3e       | Maan                     | 4 van Bekers (Luxury)         |
| 5      | Leeuw        | 1e       | Saturnus                 | 5 van Staven (Strife)         |
| 6      | Leeuw        | 2e       | Jupiter                  | 6 van Staven (Victory)        |
| 7      | Leeuw        | 3e       | Mars                     | 7 van Staven (Valour)         |
| 8      | Maagd        | 1e       | Zon                      | 8 van Schijven (Prudence)     |
| 9      | Maagd        | 2e       | Venus                    | 9 van Schijven (Gain)         |
| 10     | Maagd        | 3e       | Mercurius                | 10 van Schijven (Wealth)      |
| 2      | Weegschaal   | 1e       | Maan                     | 2 van Zwaarden (Peace)        |
| 3      | Weegschaal   | 2e       | Saturnus                 | 3 van Zwaarden (Sorrow)       |
| 4      | Weegschaal   | 3e       | Jupiter                  | 4 van Zwaarden (Truce)        |
| 5      | Schorpioen   | 1e       | Mars                     | 5 van Bekers (Disappointment) |
| 6      | Schorpioen   | 2e       | Zon                      | 6 van Bekers (Pleasure)       |
| 7      | Schorpioen   | 3e       | Venus                    | 7 van Bekers (Debauch)        |
| 8      | Boogschutter | 1e       | Mercurius                | 8 van Staven (Swiftness)      |
| 9      | Boogschutter | 2e       | Maan                     | 9 van Staven (Strength)       |
| 10     | Boogschutter | 3e       | Saturnus                 | 10 van Staven (Oppression)    |
| 2      | Steenbok     | 1e       | Jupiter                  | 2 van Schijven (Change)       |
| 3      | Steenbok     | 2e       | Mars                     | 3 van Schijven (Work)         |
| 4      | Steenbok     | 3e       | Zon                      | 4 van Schijven (Power)        |
| 5      | Waterman     | 1e       | Venus                    | 5 van Zwaarden (Defeat)       |
| 6      | Waterman     | 2e       | Mercurius                | 6 van Zwaarden (Science)      |
| 7      | Waterman     | 3e       | Maan                     | 7 van Zwaarden (Futility)     |
| 8      | Vissen       | 1e       | Saturnus                 | 8 van Bekers (Indolence)      |
| 9      | Vissen       | 2e       | Jupiter                  | 9 van Bekers (Happiness)      |
| 10     | Vissen       | 3e       | Mars                     | 10 van Bekers (Satiety)       |

Merk op dat:
1. de reeks planeten als heerser van het teken is herhalend en gerangschikt volgens de 'snelheid' van de "planeten"[2] Saturnus (traagst)-Mars-Zon-Venus-Mercurius-Maan (snelst bewegend hemellichaam)... en dan weer dezelfde reeks. Omdat de reeks aanvangt in Ram, beginnen we op 0 graden Ram met Mars als heerser, dan volgt Zon-Venus.. en zo verder, de hele cirkel rond tot 30 graden Vissen.
2. In bovenstaande tabel is duidelijk dat elke kaart verbonden is met een planeet, een teken en een nummer; bijvoorbeeld: (de bovenste in de tabel) de 2 van Staven (Dominion) heeft 2 astrologische attributies:
  1. Ram, een "vuurteken" dus
  2. Mars, een "vuurplaneet"

en een aan de kabbala verbonden getal:
1. In dit geval 2 (initiatief)[3]

Door deze elementen te verbinden wordt de aard van de kaart duidelijk: veel vuur, actie, daadkracht. De naam "Dominion" is dus goed gekozen. Op dezelfde manier kan iemand die de tabel goed begrijpt en kan reconstrueren een beter begrip opbrengen voor de iconografie en de betekenis van elke kaart. Dit kan met elke tarot afgeleid van de oorspronkelijke Golden Dawn tarot, zoals die van Rider-Waite en die van Thoth. Ook die van Robert Wang, die de naam Golden Dawn tarot heeft, is heel interessant.

## Lectuur
- Tarot, spiegel van de ziel, Gerd Ziegler, uitgeverij Schors-Amsterdam ISBN 90-6378-168-7
- Licht op de Crowley tarot, Angeles Arrien, uitgeverij Becht, ISBN 9023008111 - (Antropologisch perspectief op de Crowley tarot)
- Introductie tot de Crowley Tarot, Miki Krefting, uitgeverij Koppenhol. ISBN 9789073140271
- Astrologische decanaten - De 36 persoonlijkheidstypen van de dierenriem, Jules Grandgagnage, Uitgeverij  BookMundo ISBN 9789403780641